# CV-84
La carretera CV-84 comunica la ciutat d'Elx i la A-7 l'Autovia del Mediterrani amb l'antiga N-325 al seu pas per Asp. En un futur, aquesta carretera N-325 serà transferida a la Generalitat Valenciana i serà inclosa al traçat de la CV-84, i així completar la unió entre Elx i Novelda.

## Nomenclatura

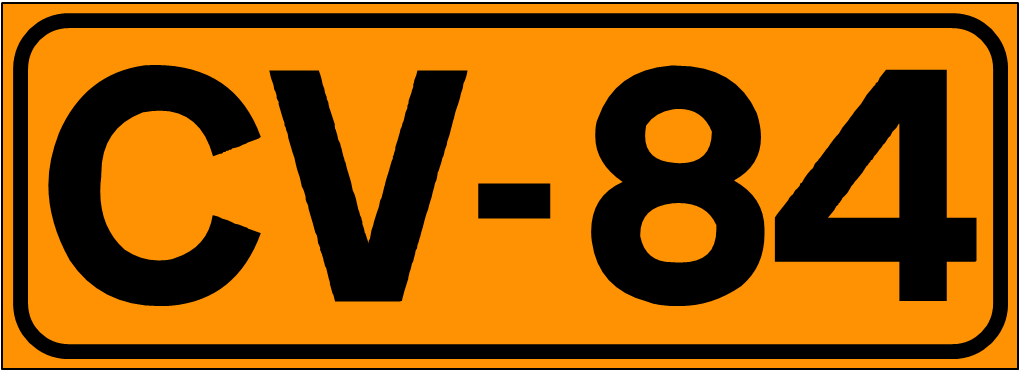
Indicador

La carretera CV-84 pertany a la Xarxa de carreteres de la Generalitat Valenciana. El seu nom ve de la CV (que indica que és una carretera autonòmica del País Valencià) i el 84, és el número que rep la carretera, segons l'ordre de nomenclatures de les carreteres del País Valencià.

## Traçat actual
Comença a l'EL-11 i la A-7, a l'altura d'Elx. Durant el seu recorregut, travessa diferents urbanitzacions de la zona, i aproximadament 7 quilòmetres després, enllaça amb la N-325 mitjançant una cruïlla a distint nivell, posant fi al seu traçat. Existeix un radar de velocitat al quilòmetre 4.3 sentit cap a Elx.

## Actuacions sobre la CV-84

### Actuacions realitzades
No s'han realitzat actuacions en aquesta carretera últimament

### Futures actuacions
- En un futur, es prolongarà la carretera CV-84 una vegada transferida la N-325 a la Generalitat Valenciana.